# Lógica no monotónica
Una lógica no monotónica, o lógica no monótona, es un sistema lógico cuya relación de consecuencia lógica es no monotónica. La mayoría de los sistemas lógicos tienen una relación de consecuencia monotónica, lo que quiere decir que el agregar una fórmula a una teoría nunca se produce una reducción de su conjunto de consecuencias. Intuitivamente, la monotonicidad indica que el agregar nuevos conocimientos no reduce el conjunto de las cosas conocidas. Simbólicamente:
Si {\displaystyle \Gamma \vdash A}, entonces {\displaystyle \Gamma \cup \Delta \vdash A}
Donde A es una fórmula cualquiera y {\displaystyle \Gamma } y {\displaystyle \Delta } son conjuntos de fórmulas cualesquiera.
Una lógica monotónica no puede manejar varios tipos de razonamiento tales como el razonamiento por defecto (los hechos pueden ser conocidos únicamente por la incertidumbre o carencia de evidencia de lo contrario), el razonamiento abductivo (los hechos sólo se deducen en calidad de explicaciones probables), el razonamiento acerca del conocimiento (la ignorancia de un hecho debe ser retractada cuando el hecho sea conocido), y la revisión de creencias (nuevo conocimiento puede contradecir creencias anteriores, obligando a revisarlas). Esta limitación de la lógica monótona es un inconveniente en la inteligencia artificial, por la gran cantidad de problemas que tienen un carácter no monótono.

## Razonamiento por defecto
El razonamiento de sentido común muchas veces establece conclusiones a partir de información parcial, que luego se revisan o se desechan cuando se obtiene nueva información relevante. Por ejemplo, si de un determinado animal se sabe que es un ave, y no se conoce nada más, se puede asumir que es capaz de volar. No obstante, este hecho debe ser retractado si después se sabe que ese determinado animal es un pingüino. Este ejemplo muestra que una lógica que modele el razonamiento por defecto no debe ser monotónica. Las lógicas que formalizan razonamiento por defecto pueden ser divididas tajantemente en dos categorías: lógicas capaces de manejar suposiciones arbitrarias por defecto (lógica por defecto, lógica retractable, y answer set programming) y lógicas que formalizan la específica suposición por defecto de que los hechos que no se saben verdaderos pueden ser asumidos como falsos por defecto (closed world assumption y circunscripción).
Las lógicas por defecto permiten representar proposiciones como "si x es un ave, entonces x puede volar, a menos que haya algo que lo contradiga". Para ello se amplía la lógica de primer orden introduciendo un operador modal M (es modal ya que indica una modalidad de verdad), y se establece un mecanismo de mantenimiento de coherencia –generalmente traducido como mantenimiento de verdad (truth maintenance)- que permite eliminar el supuesto en cuanto se presente un hecho que lo invalide.

## Razonamiento abductivo
El razonamiento abductivo es el sistema que deriva las explicaciones más probables de los hechos conocidos. Una lógica abductiva no puede ser monotónica porque las explicaciones más probables no son necesariamente las correctas. Por ejemplo, la explicación más probable de ver el pasto mojado es que ha llovido; sin embargo, esta explicación debe ser retractada cuando se sepa que la causa real de que el pasto estuviera mojado era un rociador. En tanto que la primera explicación (llovió) es retractada debido a la adición de información (se activó un rociador), cualquier lógica que modele explicaciones es no monotónica.

## Razonamiento acerca del conocimiento
Si una lógica incluye fórmulas que significan que algo no es conocido, esta lógica no puede ser monotónica. De hecho, aprender algo que antes no era conocido lleva al reemplazo de la fórmula que especificaba que esa parte de conocimiento no es conocida. Este segundo cambio (un reemplazo causado por una adición) viola la condición de monotonicidad. La lógica acerca del conocimiento es la lógica autoepistémica.

## Revisión de creencias
La revisión de creencias es el sistema que permite cambiar las creencias para alojar una nueva que puede ser inconsistente con las anteriores. En el supuesto de que la nueva creencia es correcta, algunas de las anteriores deben ser retractadas para mantener la consistencia. Esta retractación como respuesta a la adición de una nueva creencia hace que cualquier lógica para la revisión de creencias sea no monotónica. El enfoque de la revisión de creencias es alternativo para las lógicas paraconsistentes, las cuales más que intentar remover la inconsistencia la toleran.